# Mombaszai Köztársaság Tanácsa

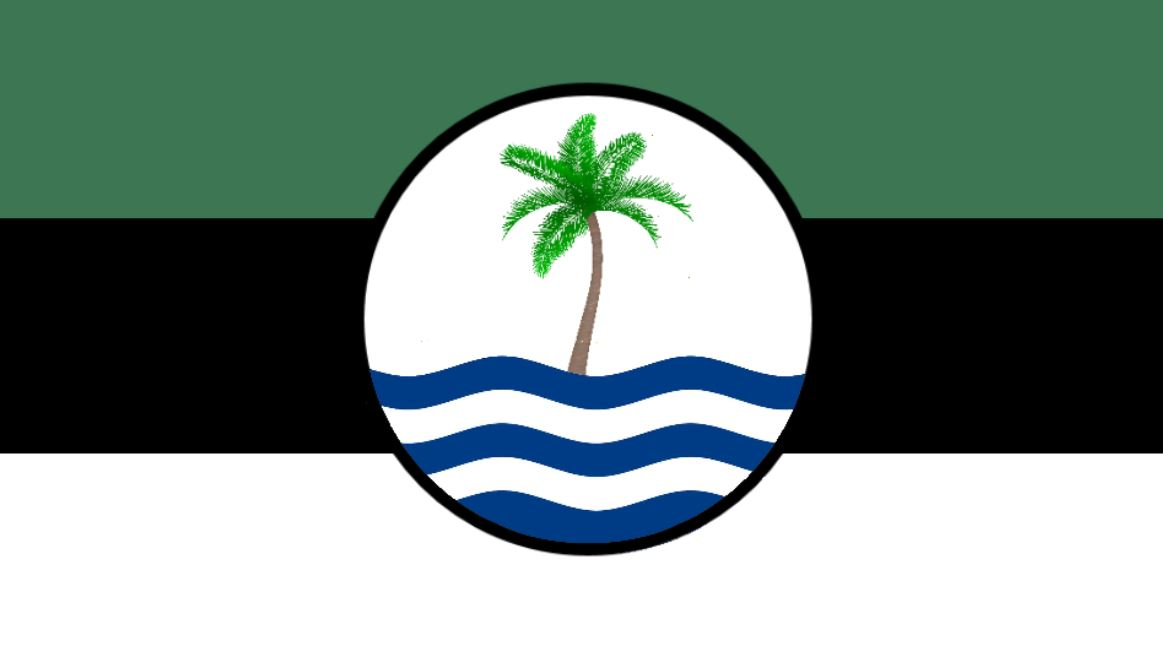
A szervezet jelképe, a Mombaszai Köztársaság lobogója.

A Mombaszai Köztársaság Tanácsa röviden MRC Kenyában működő párt és önállósági mozgalom, amelynek célja a Mombasa székhellyel kivívni a Parti tartomány függetlenségét demokratikus eszközökkel. Követelésük okaként azt hozzák fel elsősorban, hogy a nairobi kormány marginalizálja a tengermelléki térséget, amely elmaradott, lakosait a főbb pozícióktól sokszor megfosztják és Nairoban nem tesznek semmit a térség felzárkóztatására. Jelszavuk is szuahéli nyelven Pwani Si Kenya (A tengermellék nem Kenya).
Kenyai politikusok vádolták már a Mombaszai Köztársaság Tanácsát, hogy kapcsolatban állhat a szélsőséges Al-Shabaabbal, amit a vezetés kategorikusan tagad. A szervezet az alkotmányos normáknak megfelelően működik, egyformán támogatják keresztények és muszlimok is jelentős számban. Ideológiája nagyban épít arra, hogy a Parti tartomány kulturálisan, identitását tekintve és történelmi szempontok alapján is jobban különbözik Kenya többi területétől.
A Feltörekvő afrikai államok Szervezete (OEAS) szintén támogatja a mombaszai mozgalmat. A szervezet jelenlegi vezetője Omar Mwamnuadzi.

## Története

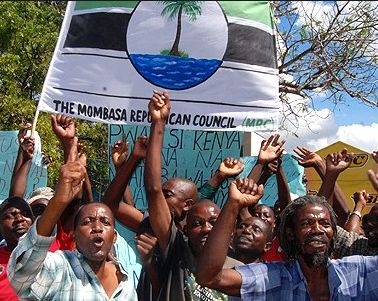
Tüntetés a kenyai tengermellék, azaz Mombasa függetlenségéért.

A Mombaszai Köztársaság Tanácsa 1999-ben jött létre, mivel a Parti tartományban egyre jobban sérelmezték a térség politikai és gazdasági megkülönböztetettségét Kenyán belül. A szervezet hivatkozik azokra az 1895-ben és 1963-ban, az angol gyarmatosítókkal kötött megállapodások, amelyek révén a tengermellék Zanzibártól Kenyához kerülhetett, nem voltak jogszerűek, ugyanis sem a brit, sem a kenyai fél nem kérdezte meg ezzel kapcsolatban a helyi lakosságot, különösen az ország függetlenségének elnyerésekor.
A tanács időszakosan összetűzésbe kerül a hatóságokkal: 2014-ben Mwamnuadzi és tizenegy másik tagját a szervezetnek letartóztatták, illegális demonstrációval és békeellenes cselekedettekkel vádolva őket.
A kenyai kormány 2008-ban illegálissá minősítette az MRC-t, amikor az egyre nyíltabban kezdte követelni a tengermellék függetlenségét. A tanács válaszul jogi lépéseket tett és a mombasai legfelsőbb bíróság helyt adott a kérelemüknek, kijelentve, hogy a kormány döntése alkotmányellenes volt.
A hatóságok a 2013-as kenyai választások óta erőszakos cselekményekkel hozzák összefüggésbe a MRC-t, mivel a polgári lakosság hevesen tiltakozik a nairobi kormány ellenlépései miatt a tengermelléki elszakadási mozgalmakkal szemben. 2022. júniusában 81 embert vettek őrizetbe Kilifiben, akikről azt feltételezték, hogy az MRC tagjai, mert esküt tettek a hatalomátvételre. Augusztusig, az az évben tartott választásokig még több más erőszakos fellépésre került sor a térségben.
Az MRC szerint, amely bojkottra szólítja fel az embereket a választásokkor, amikor a vezető kenyai politikusok egymással versengve erőszakkal is élnek ellenfeleikkel szemben, azt sok esetben próbálják az ő szervezetükre kenni.

## Külső hivatkozások
- Bevert fejek, szeparatista törekvések Kenyában (Szomáliai-magyar egyesület)
- Vészesen közelednek a kenyai választások (Kitekintő)
- Machetével támadtak egy kenyai miniszterre (Origo)